# Radiazioni oscure
Radiazioni oscure (Radiate in lingua originale) è un romanzo di fantascienza della scrittrice statunitense C.A. Higgins, edito nel 2017.
È il terzo romanzo di C.A. Higgins e conclude la trilogia di Lightless, iniziata nel 2015 con Senza luce e proseguita nel 2016 con Supernova.
È stato edito per la prima volta in italiano nel 2018, tradotto da Anna Lia Elisabetta Tomasich, nella collana Urania di Mondadori.

## Trama
Il romanzo ripercorre gli eventi narrati in Supernova nella prospettiva di Leontis Ivanov (Ivan) e Matthew Gale (Mattie). Anche in questo romanzo, come nel precedente, l'autrice fa ampio uso dell'analessi. In tal modo, vengono narrati, nel corso della trama, le circostanze che hanno portato Ivan e Mattie a conoscersi e il coinvolgimento sempre maggiore di Ivan nella ribellione di Constance Hunter. In effetti, emerge che Ivan sia stato essenziale nell'ideazione dei piani e abbia fornito a Constance quei riferimenti mitologici che tanto hanno contribuito al suo successo di rivoluzionaria.
Una volta che Mattie ed Ivan sono riusciti a fuggire dall'Ananke grazie all'aiuto di Althea, cercando inutilmente di ricongiungersi con Constance per aiutarla nella sua lotta contro il Sistema. Rallentati da una serie di imprevisti ed ostacoli li rallenta, si accorgono di essere inseguiti da Ananke. Giunti su Europa nel mezzo dei disordini descritti in Supernova, vengono raggiunti dalla nave, che, avendo preso coscienza e grazie alla sua inaudita potenza, può diventare un nuovo e terribile giogo per gli esseri umani del Sistema solare. Decidono quindi di fermarla, riuscendo nuovamente a salvarsi grazie all'aiuto di Althea.

## Critica
Su Kirkus Reviews viene segnalato che manca della forza di Senza luce, pur esprimendo efficacemente il pathos che caratterizza il rapporto di amicizia tra Ivan e Mattie, espresso nel tentativo di salvarsi l'un l'altro che sottintende l'intero romanzo. Swapna Krishna sul Los Angeles Times trova un po' confusionario il romanzo per i continui salti avanti e indietro, ma trova altresì che la scrittrice abbia sollevato questioni interessanti sull'intelligenza artificiale.

## Edizioni
- (EN) C.A. Higgins, Radiate, Del Rey, 2017.
- C.A. Higgins, Radiazioni oscure, traduzione di Anna Lia Elisabetta Tomasich, Urania n° 1657, Milano, Arnoldo Mondadori Editore, 2018.